# 2022年以色列議會選舉
2022年以色列議會選舉（希伯來語：הבחירות לכנסת העשרים וחמש） 將選出第25屆以色列議會的成員。2022年4月，由於議員Idit Silman退出政府，導致執政黨聯盟失去過半國會議席，引發以色列在四年內的第五次議會選舉。2022年6月20日，以色列總理納夫塔利·貝內特解散議會。選舉在11月1日舉行。得票率超過3.25%的政黨可以進入國會。

## 背景
在2021年的以色列議會選舉中，反內塔尼亞胡的勢力以勉強過半的席次（61席）籌組政府。根據協議，右傾的貝內特會先擔任總理兩年，而未來黨的拉皮德就會成為內閣的副總理兼外交部長，兩年後（2023年），兩人位置會對調。不過這屆政府的政治傾向南轅北轍，由極右派到左派都有，執政聯盟成員的離心力高。由2022年4月起，右傾的議員Idit Silman退出執政聯盟，令執政聯盟失去微弱優勢。5月，梅雷兹党議員Ghaida Rinawie Zoabi因為不滿政府在以巴問題立場太強硬，宣佈退出政府，不過3日後她重新加入政府，期間執政聯盟僅剩59人。雖然Ghaida Rinawie Zoabi重新加入政府，但她在6月時仍然反對由政府提出的關於猶太人定居點的議案。到6月13日，右傾的議員Nir Orbach亦因為政治立場退出聯合政府，執政聯盟人數再次只剩下59人。
在聯合政府演變成「跛腳鴨政府」以及早前不少政府議案被否決之下，6月20日，貝內特和拉皮德提出解散議會的法案，並在6月29日三讀通過，選舉會在11月1日舉行。拉皮德會在這段期間成為過渡總理，而貝內特則宣佈退出政壇。

## 結果
利庫德集團和其他宗教政黨組成的右翼聯盟成功取得64席議席，預料可以成功組閣。這次選舉亦結束了以色列自2019年以來的政治危機。2022年11月13日，以色列总统艾萨克·赫尔佐格授權本雅明·内塔尼亚胡组建新政府。
|      |                    |           |       |      |     |
| 政黨 | 政黨               | 得票      | %     | 席次 | +/- |
|      | 利庫德集團         | 1,115,049 | 23.41 | 32   | +2  |
|      | 未來黨             | 847,145   | 17.78 | 24   | +7  |
|      | 宗教錫安主義者黨   | 516,146   | 10.83 | 14   | +8  |
|      | 全國聯合黨         | 432,376   | 9.08  | 12   | -2  |
|      | 沙斯黨             | 392,644   | 8.24  | 11   | +2  |
|      | 聯合妥拉猶太教     | 280,125   | 5.88  | 7    | 0   |
|      | 以色列是我們的家園 | 213,655   | 4.49  | 6    | -1  |
|      | 聯合阿拉伯名單     | 193,916   | 4.07  | 5    | +1  |
|      | 哈達什-塔爾        | 178,661   | 3.75  | 5    | 0   |
|      | 以色列工黨         | 175,922   | 3.69  | 4    | -3  |
|      | 梅雷茲             | 150,696   | 3.16  | 0    | -6  |
|      | 巴拉德             | 138,093   | 2.90  | 0    | -1  |
|      | 猶太人家園         | 56,793    | 1.19  | 0    | -7  |
|      | 其他               | 72,473    | 1.52  | 0    | 0   |